# Ocyptamus cecrops
Ocyptamus cecrops är en tvåvingeart som först beskrevs av Hull 1958.  Ocyptamus cecrops ingår i släktet Ocyptamus och familjen blomflugor.
Artens utbredningsområde är Peru. Inga underarter finns listade i Catalogue of Life.